# André Bellessort
André Bellessort, född 19 mars 1866, död 22 januari 1942, var en fransk författare och reseskildrare.
Bellesort debuterade som skönlitterär författare men övergick snart till skildringar av främmande länder och folk, vilka han lärt känna genom vidsträckta resor, såsom La jeune Amérique. Chili et Bolivie (1897), Voyage au Japon (1902, svensk översättning Från Japan 1904), La Roumanie contemporaine (1905), La Suède (1911, svensk översättning 1912, återutgiven 2020). Han framträdde även som litteraturhistoriker och -kritiker, bland annat med arbeten som Virgile (1920), Balzac et son œuvre (1924) samt Essai sur Voltaire (1925). Bellessort översatte flera böcker av Selma Lagerlöf till franska.